# Web Services for Devices
Web Services for Devices bzw. "Web Services on Devices" ist eine Technologie von Microsoft zum Auffinden und Nutzen von Geräten im Netzwerk, wie Druckern und Scannern.

## Überblick
WSD ermöglicht es einem Client in einem Netzwerk, über das Netzwerk ein fernes Gerät und seine Services aufzufinden und darauf zuzugreifen. Die zugrundeliegenden Protokolle unterstützen die typischen Funktionen von Netzwerkdiensten wie
- "Device Discovery", d. h. das Auffinden von Geräten in einem Netzwerk,
- "Description", d. h. das Abrufen von Informationen zu den angebotenen Diensten und Protokollen,
- "Control", d. h. das Übermitteln von Befehlen an das Gerät und
- "Eventbehandlung", d. h. das Empfangen von Benachrichtigungen über Ereignisse des Geräts bzw. Services.

WSD wurde mit Microsoft Windows Vista bzw. Windows Server 2008 eingeführt.

## Bestandteile
Die zu Grunde liegende Programmierschnittstelle (Web Service on Devices-API, WSDAPI) ist eine Implementierung des Devices Profile for Web Services (DPWS). Die Kommunikation im Netzwerk läuft über User Datagram Protocol und Hypertext Transfer Protocol. Die Nachrichten sind in SOAP-XML verfasst.